# Liste des modifications frontalières nationales entre 1815 et 1914
Cette liste des modifications frontalières fait référence aux changements dans les frontières entre la fin des guerres napoléoniennes (en 1815) et le début de la Première Guerre mondiale (en 1914).

## Généralités
Du point de vue international, la période fut marquée par la progression constante des efforts coloniaux européens, principalement britanniques et français. La colonisation de l'Afrique fut principalement réalisée durant ce siècle. En Asie, l'Empire moghol (actuels Inde, Afghanistan et Pakistan) fut conquis par le Royaume-Uni tandis que la France colonisa l'Indochine. En revanche, la période vit la chute de l'empire colonial espagnol, principalement au profit des États-Unis.
En Europe, l'Allemagne et l'Italie formèrent des États unifiés tandis que la présence de l'Empire ottoman s'acheva progressivement.
En Amérique du Nord, les États-Unis et le Canada s'étendirent grossièrement jusqu'à leur territoire actuel.

## Afrique
- 1820 : fondation de la colonie du Liberia par les États-Unis.
- 1854 : création de l'État libre d'Orange.
- 1856 : création de l'État du Transvaal.
- 1877 : dissolution du Transvaal après la première guerre des Boers.
- 1881 :
  - La France crée la colonie de Brazzaville.
  - Le Transvaal est recréé à la convention de Pretoria, laquelle accorde l'autonomie à la population boer locale.
- 1882 : l'Égypte est occupée par le Royaume-Uni et devient une colonie.
- 1884 :
  - Création de la colonie du Somaliland britannique.
  - L'Allemagne crée les colonies du Kamerun et du Sud-Ouest africain.
- 1885 :
  - Création de la colonie d'Afrique orientale allemande.
  - Création du l'État libre du Congo.
- 1889 - 1890 : l'Italie crée ses deux premières colonies, en Érythrée et en Somalie italienne ; cette dernière colonie s'étend rapidement jusqu'en 1890.
- 1894 : le Dahomey est annexé par le France.
- 1899 - 1902 : la deuxième guerre des Boers conduit à l'occupation de l'État libre d'Orange et du Transvaal par le Royaume-Uni et à leur transformation en colonies britanniques.
- 1910 :
  - L'État libre d'Orange et le Transvaal sont annexés par l'Afrique du Sud.
  - Création de l'Afrique-Équatoriale française, unifiant les territoires du Gabon, du Moyen-Congo et de l'Oubangui-Chari.
- 1911 : la France cède du territoire au Kamerun allemand.
- 1912 :
  - L'Empire ottoman perd la Libye au profit de l'Italie.
  - Le Maroc devient un protectorat français.

## Amérique du Nord
- 1815 : après la guerre de 1812, les frontières entre l'Amérique du Nord britannique et les États-Unis retrouvent leur position d'avant le conflit.
- 1818 : traité de 1818 définissant la frontière entre l'Amérique du Nord britannique et les États-Unis au niveau du 49e parallèle à l'ouest du lac des Bois. L'Oregon Country est créé par le Royaume-Uni et les États-Unis et est administré conjointement.
- 1821 : après la ratification espagnole du traité d'Adams-Onís, les frontières entre l'Oregon Country et le Mexique sont modifiées et l'Espagne cède la Floride aux États-Unis.
- 1836 : sécession de la république du Texas du Mexique ; sa frontière occidentale est contestée par le Mexique.
- 1845 : annexion du Texas par les États-Unis
- 1846 : le traité de l'Oregon met fin au condominium sur l'Oregon Country. Le territoire au nord du 49e parallèle est assigné à la Colombie-Britannique et la zone au sud devient un territoire non-organisé des États-Unis.
- 1846 - 1848 : guerre américano-mexicaine. Par le traité de Guadalupe Hidalgo, le Mexique cède aux États-Unis un territoire correspondant à tout ou partie des actuels États de Californie, Colorado, Nevada, Nouveau-Mexique, Utah et Wyoming.
- 1853 : l'achat Gadsden transfère un territoire du Mexique aux États-Unis, établissant plus ou moins la frontière actuelles entre les deux États.
- 1861 - 1865 : guerre de Sécession. Après la formation des États confédérés d'Amérique en février 1861, la guerre éclate en avril. Elle prend fin par la défaite de la Confédération et sa réannexion par les États-Unis.
- 1867 :
  - Création du Canada à partir des provinces britanniques d'Ontario, Québec, Nouveau-Brunswick et Nouvelle-Écosse.
  - Les États-Unis annexent l'Alaska après le rachat de celle-ci à la Russie.
- 1870 : le Royaume-Uni cède le Territoire du Nord-Ouest et la Terre de Rupert au Canada, et la province du Manitoba rejoint le pays.
- 1871 : la colonie de Colombie-Britannique rejoint le Canada.
- 1873 : l'Île du Prince-Édouard rejoint le Canada.
- 1880 : le Royaume-Uni cède ses dernières îles arctiques au Canada.
- 1903 : le traité Hay-Helbert est signé entre le Royaume-Uni est les États-Unis ; il règle le tracé de la frontière entre le Canada et les États-Unis en Alaska.

## Amérique du Sud
- 1819 : création de la Grande Colombie à partir de la Nouvelle-Grenade, de l'Audience royale de Quito et d'anciens territoires espagnols appartenant aux actuels Colombie, Équateur, Panama et Venezuela.
- 1831 : dissolution de la Grande Colombie ; création de la république de Nouvelle-Grenade (actuelle Colombie), de l'Équateur et du Venezuela.
- 1836 - 1839 : guerre de la Confédération, principalement entre la récente Confédération péruvio-bolivienne et le Chili. Le conflit se termine par la victoire du Chili et la recréation des États du Pérou et de Bolivie.
- 1899 : sécession de l'État d'Acre du Brésil. Il lui retourne un an plus tard.
- 1903 : sécession du Panama de la Colombie.

## Asie
- 1818 : fin de l'occupation des comptoirs néerlandais en Inde par le Royaume-Uni. La côte de Malabar est annexeé à l'Inde britannique et la côte de Coromandel retourne aux Pays-Bas.
- 1825 : Coromandel est cédée à l'Inde britannique.
- 1839 : Serampore est vendue à l'Inde britannique par le Danemark.
- 1845 : Tranquebar, Frederiksnagore et la plupart des autres comptoirs danois sont vendus à l'Inde britannique.
- 1857 : dissolution des restes de l'Empire moghol et incorporation dans l'Inde britannique.
- 1858 : des parties de la Mandchourie extérieure rejoignent la Russie.
- 1860 : le reste de la Mandchourie extérieure est annexé par la Russie
- 1869 : le Danemark cède les îles Nicobar au Royaume-Uni.
- 1895 : après sa défaite dans la première guerre sino-japonaise, la Chine cède la Corée et Formose (actuelle Taïwan au Japon.

## Europe
- 1815 : après la défaite de Napoléon Ier en 1814, l'Europe est réorganisée de façon substantielle. La France perd de nombreux territoires et est occupée et les États allemands sont réorganisés.
- 1839 : conformément au traité de Londres, la Belgique est séparée des Pays-Bas et une partie du grand-duché de Luxembourg devient la province belge de Luxembourg. Le duché de Limbourg est partagé en deux : les territoires situés au-delà de la Meuse et Maastricht restant aux Pays-Bas, le reste devenant la province belge de Limbourg
- 1860 : début du processus d'unification italienne. Parme, la Toscane, Modène et la Romagne rejoignent le royaume de Sardaigne après référendum. La France force le royaume de Sardaigne à lui céder la Savoie et Nice. La Sardaigne occupe la majeure partie des États pontificaux, à l'exception d'une bande étroite contenant Rome.
- 1861 : création du royaume d'Italie par unification du royaume de Sardaigne, des Provinces-Unies d'Italie centrale et du royaume des Deux-Siciles.
- 1864 : la Danemark concède le Schleswig à la Prusse et le Holstein à l'Autriche
- 1866 : l'Autriche cède le Holstein à la Prusse et la Lombardie-Vénétie à l'Italie, alliée de la Prusse, après sa défaite dans la guerre austro-prussienne. La Prusse annexe le royaume de Hanovre.
- 1867 : la Prusse et les États allemands du nord s'unissent pour former la Confédération de l'Allemagne du Nord.
- 1870 : Rome rejoint l'Italie.
- 1871 : la confédération de l'Allemagne du Nord et les États allemands du Sud — à l'exception de l'Autriche-Hongrie — s'unissent pour former l'Empire allemand, l'État considéré comme le début de l'actuelle Allemagne.
- 1878 : l'Empire ottoman concède des territoires à la Serbie et à la Bulgarie ; la Bosnie-Herzégovine devient un protectorat de l'Autriche-Hongrie.
- 1905 : la Norvège se sépare de la Suède.
- 1908 : l'Autriche-Hongrie annexe la Bosnie-Herzégovine.
- 1912 - 1913 : guerres des Balkans ; l'Empire ottoman concède encore plus de territoire au traité de Bucarest. Création de l'Albanie. Expansion de la Serbie, de la Grèce et de la Bulgarie. L'Empire ottoman est presque coupé de l'Europe.

## Océanie
- 1857 : l'île Baker est annexée par les États-Unis.
- 1860 : le récif Kingman est pris par les États-Unis de façon informelle (il ne sera formellement annexé qu'en 1922).
- 1867 : les îles Midway sont annexées par les États-Unis.
- 1856 : l'île Howland est annexée par les États-Unis.
- 1858 :
  - les actuelles îles Cook s'unissent pour former le royaume de  Rarotonga
  - L'île Jarvis est annexée par les États-Unis.
- 1888 :
  - Le Royaume-Uni annexe le royaume de Rarotonga.
  - l'Allemagne annexe Nauru.
- 1889 : l'île Jarvis est annexée par le Royaume-Uni après son abandon par les États-Unis.
- 1898 :
  - La république de Hawaii est annexée par les États-Unis.
  - Guam est cédée aux États-Unis par l'Espagne.
- 1899 :
  - Annexion de Wake et de l'atoll Johnston par les États-Unis.
  - Le traité de Berlin divise l'archipel samoan entre l'Allemagne et les États-Unis, créant les Samoa allemandes et les Samoa américaines.
  - Avec la fin de la guerre hispano-américaine, les colonies espagnoles en Océanie sont divisées : l'Allemagne gagne les îles Mariannes (sauf Guam) et les îles Carolines ; les États-Unis gagnent Guam et les Philippines.
- 1900 : annexion par la Nouvelle-Zélande de l'île de Niue pour le compte de l'Empire britannique.
- 1901 : création de l'État d'Australie à partir de six colonies britanniques.
- 1912 : annexion de l'atoll Palmyra par les États-Unis.